# فوکر دی‌سی.آی
فوکر دی‌سی.I (انگلیسی: Fokker DC.I) یک هواپیمای ساخت فوکر است.